# Месје 18
Месје 18 (М18) је расејано звездано јато у сазвежђу Стрелац које се налази у Месјеовом каталогу објеката дубоког неба.
Деклинација објекта је - 17° 6' 6" а ректасцензија 18h 19m 58,0s. Привидна величина (магнитуда) објекта М18 износи 6,9. М18 је још познат и под ознакама NGC 6613, OCL 40.